# 有限群
在數學裡，有限群是有著有限多個元素的群。有限群理論中的某些部份在20世紀有著很深的研究，尤其是在局部分析和可解群與冪零群的理論中。期望有個完整的理論是太過火了：其複雜性會隨著群變得越大時而變得壓倒性地巨大。
較少壓倒性地，但仍然很有趣的是在有限域上的一些較小一般線性群。群論學家J. L. Alperin （页面存档备份，存于）曾寫過：「有限群的典型例子為GL(n,q)－在q個元素的域上的n維一般線性群。學生在學此領域時，若以其他的例子來做介紹，則可能會被完全地誤導。（Bulletin (New Series) of the American Mathematical Society, 10 (1984) 121）此類型最小的群GL(2,3)的討論，見Visualizing GL(2,p) （页面存档备份，存于）。
有限群和對稱有直接地關接，當其被限制在有限個轉變時。
其證明為，連續對稱，如李群中的，也會導致有限群，如外爾群。在此一方面，有限群和其性質將能夠用在如理論物理問題的重要地方，即使其用途在一開始並不顯著。
每一質數階的有限群都是循環群。

## 一集合可能有的群的個數
對每一群的類型（至同構），給定有一n個元素的集合，其可能有的群的個數為n!除以自同構的階後所得的值。

## 另見
- 拉格朗日定理 (群論)
- 柯西定理 (群論)
- 西洛定理
- p-群
- 小群列表
- 特徵理論
- 有限群表示理論
- 模表示理論
- 有限簡單群分類
- 投射有限群
- 群論